# Franz Xaver Schulte
Franz Xaver Schulte, auch „Schulte-Erwitte“ (* 29. August 1833 in Kallenhardt; †  21. Juni 1891 in Paderborn) war ein katholischer Priester, Pfarrer in Erwitte sowie Professor für Kirchengeschichte, Generalvikar und Domkapitular zu Paderborn. Bekanntheit erlangte er insbesondere durch seine „Geschichte des Kulturkampfes“ (1882).

## Leben
Schulte wurde 1833 als Sohn des damaligen Kallenhardter Rentmeisters Schulte geboren. Nach dem Besuch des Gymnasiums Petrinum zu Brilon studierte er an der Universität Freiburg, wo der bereits am 11. März 1857 zum Priester Geweihte im Jahre 1866 den Doktor der Philosophie erlangte. Im Frühjahr 1858 wurde Schulte von seiner Tätigkeit als Kaplaneiverweser an der St.-Johannes-Baptist-Kirche in Althaldensleben als Missionar in die neu zu gründende Kirchengemeinde Oschersleben (Bode) versetzt, wo er bis Frühjahr 1860 blieb. Ab 1861 wirkte er als Religionslehrer in Erfurt. Am 24. November 1873 übernahm er angesichts des sich entwickelnden „Kulturkampfes“, auf Betreiben des Oberpräsidenten von Westfalen Franz von Duesberg und des Paderborner Bischofs Konrad Martin, die Pfarrstelle in Erwitte, die unter „staatlichem Patronat“ stand. Angesichts seiner hier zu Tage tretenden Fähigkeiten und Verdienste wurde er 1884 zum Domkapitular in Paderborn und am 14. März 1887 zum Professor für Kirchengeschichte an die Bischöfliche Philosophisch-Theologische Fakultät in Paderborn berufen, 1889 wurde er von Bischof Franz Caspar Drobe zum Generalvikar ernannt. 
Ab 1881 war er Ehrenmitglied der katholischen Studentenverbindung KDStV Bavaria Bonn.
Sein früher Tod, aufgrund eines Nierenleidens, verhinderte die Nachfolge auf Franz Caspar Drobe im Amt des Bischofs zu Paderborn.

## Werk
Schultes Zeit als Pfarrer in Erwitte wurde von den Wirren des Kulturkampfes überschattet: Der preußische Staat unter Reichskanzler Otto von Bismarck sah die Staatstreue papsttreuer katholischer Untertanen in Frage gestellt und suchte dieser Situation durch staatliche Eingriffe im kirchlichen Bereich zu begegnen.
Probleme, mit denen sich Schulte als katholischer Pfarrer in Erwitte durch das zunehmend aggressive Klima des Kulturkampfes konfrontiert sah, waren beispielsweise die Inhaftierung des Bischofs Conrad Martin, welche die Wiederbesetzung wichtiger seelsorgerischer Positionen verhinderte, staatliche Eingriffe in kirchliche Finanzierungsfragen sowie die staatliche Übernahme der Schulaufsicht. Auch Schulte selbst wurde – nachdem er den Hirtenbrief seines Bischofs Konrad Martin seinen Pflichten gemäß auf der Kanzel verlesen hatte – für acht Tage in Gewahrsam genommen.
Schulte verfasste vor diesem Hintergrund und ermuntert durch den Zuspruch des Reichstagsabgeordneten Ludwig Windthorst seine „Geschichte des Kulturkampfes in Preußen“, die er als Antwort auf eine gleichlautende Schrift des preußischen Beamten Ludwig Ernst Hahn verstanden wissen wollte. Diese empfand Schulte als tendenziös und sah sie lediglich in der Absicht verfasst, die teils drastischen Eingriffe des preußischen Staates in den kirchlichen Bereich zu legitimieren. „Polemischer Betrachtungen habe ich mich […] enthalten: die Akten mögen selbst sprechen.“, beschreibt Schulte dagegen seine eigene Methodik in einer kurzen „Vorbemerkung“. Gewidmet hat er sein Werk denn auch folgerichtig „dem Andenken Malinckrodts“.
Ein Großteil der weiteren Schriften Schultes bezieht sich ebenfalls auf die Situation der katholischen Kirche in Preußen zur Zeit des Kulturkampfes, manche haben (zusätzlich) eine pädagogische Zielsetzung.
Dass Schulte sich, trotz seiner dezidierten Haltung in Fragen des Kulturkampfes, Anerkennung auch in Kreisen der preußischen Regierung erworben hatte, mag auf den ersten Blick verwundern, spricht aber nicht zuletzt wohl für die Redlichkeit und Korrektheit seines Auftretens: „Obgleich Schulte beim Reichskanzler als ‚politisch unzuverlässig‘, ‚staatsfeindlich‘ und ‚gefährlich‘ denunziert worden war und seine kirchentreue Haltung nicht verheimlichte, hätte die preußische Regierung ihn [...] gern als nächsten Bischof in Paderborn gesehen“.

## Publikationen (Auswahl)
- Erfurter Parität, Paderborn 1865
- Fußangeln für protestantische Polemiker, Paderborn 1865
- Lesebuch und Schule – ein Wort der Mahnung an die Katholiken Westfalens, Essen 1875
- Drei Reden zur Schulfrage, Essen 1876
- Staatlicher Religionsunterricht in der Volksschule, Würzburg 1877
- Aufhebung der Mai-Gesetze – ein Wort zum Frieden, Dortmund 1877 (6. Auflage)
- Geschichte der ersten sieben Jahre des preußischen Kulturkampfes, Essen 1879
- Geschichte des Kulturkampfes in Preußen, Essen 1882
- Kirchengeschichte für Schulen, Paderborn 1888